# Neogobius
Neogobius es un género de peces de la familia Gobiidae y de la orden de los Perciformes.

## Especies
- Neogobius caspius
- Neogobius fluviatilis
- Neogobius melanostomus
- Neogobius pallasi

- Datos: Q285252
- Multimedia: Neogobius / Q285252
- Especies: Neogobius